# Electronic Broking Services
Electronic Broking Services (EBS) es una plataforma de comercio electrónico al por mayor que se utiliza para intercambiar divisas (FX) con bancos de creación de mercado . Originalmente fue creada como una asociación por varios de los bancos más importantes y ahora es parte de CME Group .

## Historia
EBS fue creado por una asociación del mercado de divisas (FX) más grande del mundo que fabricaba bancos en 1990 con el fin de desafiar el monopolio amenazado de Reuters en divisas interbancarias al contado, y de proporcionar una competencia efectiva.[cita requerida] Para 2007, aproximadamente 164.000 millones de dólares estadounidenses en transacciones de divisas al contado se negociaban a través de la cartera de pedidos de límite central de EBS, EBS Market. 
Su competidor más cercano es Reuters Dealing 3000 Spot Matching. La decisión de que un operador de divisas utilice EBS o Thomson Reuters Matching depende en gran medida del par de divisas. En la práctica, EBS es el principal lugar de negociación para EUR / USD, USD / JPY, EUR / JPY, USD / CHF, EUR / CHF y USD / CNH, mientras que en Thomson Reuters Matching es el principal lugar de negociación para el Commonwealth (AUD / USD, NZD / USD, USD / CAD) y pares de divisas de mercados emergentes. 
EBS inició el comercio electrónico de metales preciosos al contado. Entre sus operaciones abarca: oro, plata, platino y paladio al contado, y actualmente continúa siendo el corredor electrónico líder en oro y plata al contado a través del Loco London Market. 
Fueron los primeros en facilitar el intercambio ordenado de caja negra o algorítmico en FX al contado a través de una interfaz de programación de aplicaciones (API). Para 2007, esto representaba el 60% de todo el flujo de VBE. 
Además de divisas al contado y metales preciosos, amplió los productos de negociación a través de sus lugares para incluir NDF, forwards y opciones de divisas. También aumentó la gama de estilos de negociación para incluir RFQ y transmisión en entornos divulgados y no divulgados. 
En junio de 2006, EBS fue adquirida por ICAP, el mayor corredor entre agentes del mundo.
En 2014, se fusionó con BrokerTec, un proveedor de servicios en los mercados de renta fija, para formar EBS BrokerTec. La oferta de BrokerTec comprende soluciones de negociación para muchos productos de renta fija de Estados Unidos y Europa, incluidos bonos del Tesoro de EE. UU., bonos del gobierno europeo y repo europeo.
En 2017, EBS BrokerTec pasó a llamarse NEX Markets. Sin embargo, los nombres de las plataformas de negociación, EBS y BrokerTec, permanecieron.
Para el año 2018, NEX Markets fue adquirida por CME Group.

## Estructura
Los productos de la empresa incluyen:
- EBS Spot (intermediación electrónica de divisas al contado)
- EBS Spot Ai (interfaz del programa de aplicación (API) entre el sistema de negociación del cliente y el mercado de EBS Spot)
- EBS Prime (acceso para las comunidades comerciales interbancarias y profesionales a los mejores precios al contado de EBS de un banco EBS Prime)
- EBS Metals (intermediación electrónica al contado para el mercado de metales preciosos)
- EBS NDF (intermediación electrónica al contado para pares de divisas no entregables)
- EBS Live (precios de transmisión en vivo entregados con latencia mínima directamente desde EBS a la plataforma de distribución de datos de mercado del cliente)
- EBS Ticker (distribución de sistemas de terceros de precios al contado de EBS)
- Tarifas de EBS (vista de escritorio de los precios al contado de EBS, disponible a través del escritorio de Thomson Reuters Eikon y 3000xtra, así como del servicio de terminal Bloomberg)
- EBS Data Mine (datos históricos únicos y certificados desde 1997 en adelante)